# Adare-fok
Az Adare-fok (angolul: Cape Adare) egy jelentős részben jégmentes földnyelv az Adare-félsziget északkeleti végén, az antarktiszi Viktória-föld területén. Ez a földnyelv képezi a tőle keletre található Ross-tenger és a nyugatra lévő Szomov-tenger közötti határvonalat, valamint a Borchgrevink-part és a Pennel-part határát. A földnyelv mögött emelkedik az Admiralitás-hegység. Anyaga sötét vulkanikus bazalt. Az Adare-fok a korai Antarktisz-expedíciók fontos kikötőhelye és bázisállomása volt, a dokumentált források szerint ezen a helyen lépett először ember az antarktiszi szárazföldre. Jelenleg, 2000 óta, az Antarktisz-egyezmény alapján a Nemzetközösség felügyelete alatt álló védett terület.

## Felfedezése és története
Az Adare-fokot az angol sarkkutató, James Clark Ross fedezte fel 1841 januárjában. A helyet barátjáról, Viscount Adare-ről, Glamorganshire parlamenti képviselőjéről nevezte el.
1895. január 24-én Henrik Bull és Carsten Borchgrevink norvég felfedezők, négy társukkal az Antarctic hajóról ezen a ponton szálltak partra, hogy kőzetmintákat gyűjtsenek. Ez volt az első dokumentált eset, hogy valaki az Antarktisz szárazföldjére lépett.

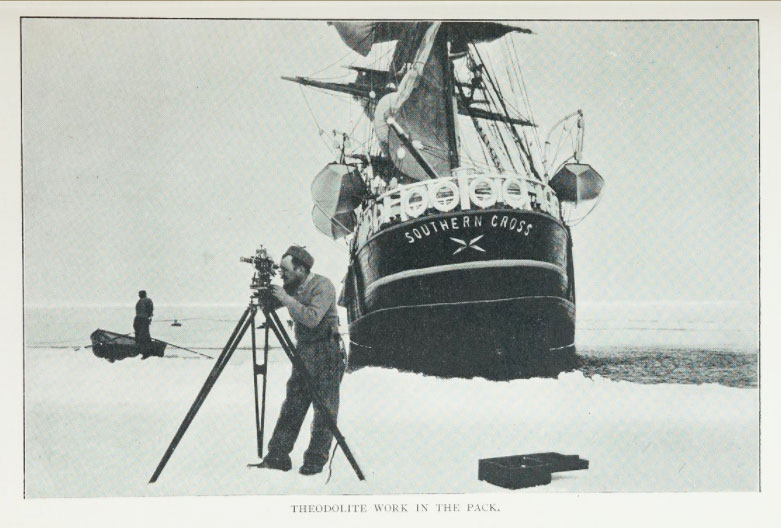
Borchgrevink munka közben (1899)

Borchgrevink a Southern Cross-expedíció keretében 1899-ben, a Southern Cross expedíciós hajó fedélzetén visszatért az Adare-fokra. Borchgrevink tízfős expedíciója egy, Sir George Newnes támogatásával létrejött természettudományos felfedező út volt. Az expedíciót azzal a céllal indították, hogy a vadon élő állatokat tanulmányozza, meteorológiai és mágneses megfigyeléseket végezzen és feltárja a kontinens belsejét. A csapat 1999. február 17-én szállt partra az Adare-foknál, a Robertson-öbölben. Téli szállásként két kunyhót építettek, egy faházat szállásnak és egy tárolófészert. Kétszáz méterrel arrébb pedig egy meteorológiai megfigyelésekre szolgáló sátor is felállításra került. Ezek voltak az első ember által alkotott építmények az Antarktikán. Az expedíció tagjai ebben, a Camp Riley-nek elnevezett táborban teleltek át. Ez volt az első alkalom, hogy egy expedíciós csapat az antarktiszi szárazföldön töltötte a teljes telet. Az ott tartózkodásuk alatt, az expedíció tagjai, Louis Bernacchi és William Colbeck készítették el a terület első részletes térképét, amelyet a későbbi expedíciók során használtak. Az expedíció során Nicolai Hanson biológus megbetegedett és elhunyt; hamvait a tábornál, az Adare-fokon temették el. A sír helyét dinamittal kellett a kemény, fagyott talajból kirobbantani. Az áttelelés során a magukkal vitt 75 szánhúzó kutya nagy része is elpusztult. A Southern Cross 1900. január 28-án tért vissza Új-Zélandról az expedíció tagjaiért. Az expedíció sok tudományos feljegyzése elveszett, ám az sok tekintetben mérföldkő volt az az Antarktisz-kutatás történetében.
A Robert Falcon Scott által vezetett Terra Nova-expedíció északi csapata 1911-1912-ben szintén az Adare-fokon töltötte a telet. A csapat Victor Campbell vezetésével 1911. február 18-án szállt partra a Robertson-öbölben és Borchgrevink régi kunyhói közelében építette fel téli szállását. Az ott tartózkodásuk idejére tervezett tudományos és felfedező munkát nem tudták maradéktalanul megvalósítani, többek között a nem megfelelő jégviszonyok miatt és azért, mert nem találtak megfelelő útvonalat a szárazföld belseje felé. A Terra Nova végül 1912. január 4-én tért vissza a csapatért.
A későbbi időkben új-zélandi - amerikai együttműködés keretében, az Adare-foktól 101 kilométerre délre létesítettek egy kutatóállomást (Station Cape Hallet), melyet 1957 és 1973 között használtak.
Az ausztrál Bicentenáriumi Antarktisz-expedíció szintén az Adare-fokról indult 1988-ban, melynek során sikeresen feljutottak a Mount Minto csúcsára. Az expedíció támogató hajóját az öbölnél lévő jégself mentén horgonyozták le, ahonnan rádiókapcsolatot tartottak a hegymászókkal.
Manapság számos turistahajó áll meg az Adare-fok mellett, hogy az utasok meglátogassák az expedíció emlékhelyeit.

## Történelmi emlékhelyek

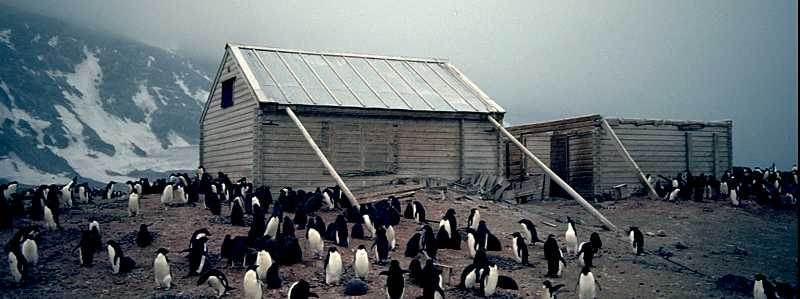
Borchgrevink kunyhói az Adare-fokon

Az Adare-fokon, Carsten Borchgrevink által emelt épületeket a norvég Strømmen Trævarefabrikk gyár készítette és előre gyártott fenyőelemekből álltak. Ezek a kunyhók még a mai napig is állnak, és egy nemzetközileg elismert történelmi helynek számítanak. Sajnos a Terra Nova-expedíció során állított kunyhó mára már összeomlott.
Az új-zélandi Antarktiszi Örökség Alapítvány kezdeményezésére a tábor területe és az ott található épületek az Antarktisz-egyezmény alapján az Antarktisz különösen védett területének minősülnek (ASPA 159), amely az egyezmény szerinti legmagasabb védettségi szintet jelenti.
Borchgrevink kunyhóinak maradványai és a Terra Nova-expedíció során épített kunyhó romjai Új-Zéland és az Egyesült Királyság javaslatára Történelmi hely vagy emlékmű minősítést kapott (HSM 22), ugyanúgy mint Nicolai Hanson sírja (HSM 23).
A tábor területét és a kunyhókat az új-zélandi Antarktiszi Örökség Alapítvány kezeli. Borchgrevink kunyhóit 1990-ben eredeti formájukban helyreállították. A Terra Nova-expedíció déli csapata által állított kunyhó, amely a Cape Evansben épített téli szállás kisebb változata volt, nem tudott ellenállni az Adare-fokot érő heves széllökéseknek, és — a tornác kivételével — összeomlott; csupán a főfalak kerete maradt meg. A táborokban talált eredeti leleteket konzerválás céljából Új-Zélandra szállították.

## Éghajlata

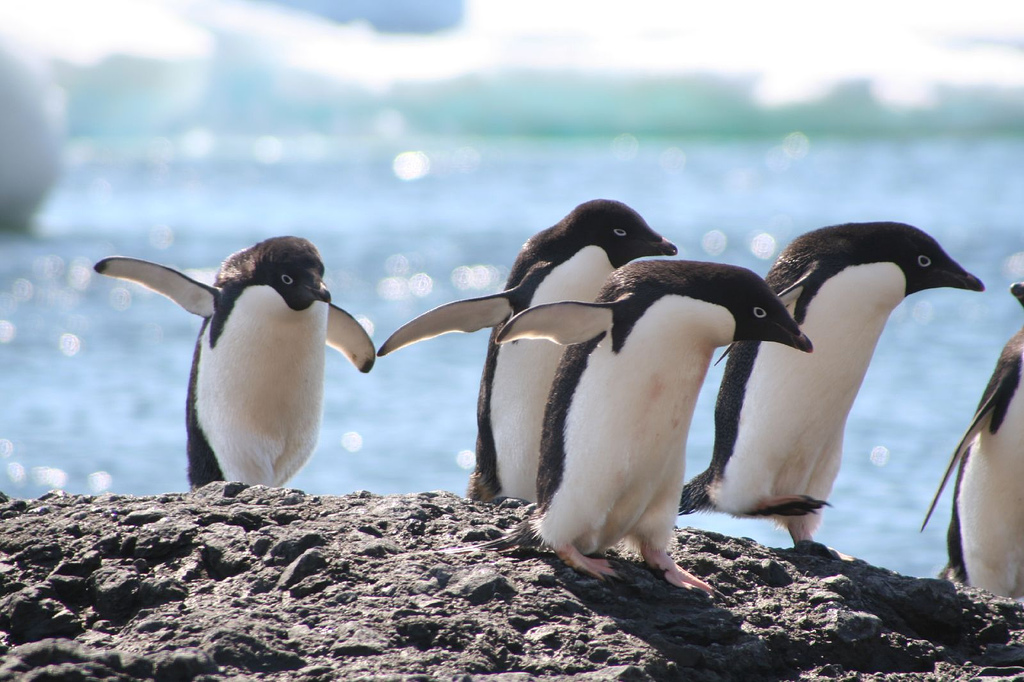
Adélie-pingvinek

A Cambridge-i Egyetemen készült tanulmány szerint az Adare-fokot az utolsó jégkorszakban jég borította, és körülbelül 16 ezer évvel ezelőtt vált jégmentessé. A tanulmány külön kiemeli, hogy több ezer évbe telt, mire pingvinkolóniák kialakultak, miután a terület jégmentessé vált.

## Élővilága
Az Adare-foknál található a világ legnagyobb egyedszámú Adélie-pingvin (Pygoscelis adeliae) kolóniájának költőhelye, ahol nagyságrendileg 250 000 költőpár található a költési időszakban. A területen lerakódott pingvincsontok szénizotópos kormeghatározás módszerével végzett vizsgálata azt valószínűsíti, hogy 38 000 éve élnek pingvinkolóniák az Adare-foknál. A kolóniáról és annak párzási, költési szokásairól, George Murray Levick, a Terra Nova-expedíció tagja készített tanulmányt, miután 1911-1912-ben egy teljes költési ciklust meg tudott figyelni az Adare-foknál. A tanulmányt a pingvinek sajátosnak tartott szaporodási szokásai szerint a korabeli tudományos vezetés nem tartotta publikálásra alkalmasnak. A tanulmányt csupán 2012-ben fedezték fel újra és ekkor jelent meg először. A kutatók szerint a felfedezés jelentősen megvilágítja a faj viselkedését, amelyet egyes kutatók az éghajlatváltozás mutatójának is tartanak.